# Sydkorea
Sydkorea 대한민국 (fil), formellt Republiken Korea (ROK), är en stat i Östasien, belägen på den södra delen av Koreahalvön. I norr gränsar landet till Nordkorea. Dessutom har Sydkorea maritima gränser till Kina och Japan. Sydkorea är ett av de mer demokratiska länderna i Asien. Sedan en ekonomisk förvandling skett på 1950-talet har landets ekonomi förbättrats avsevärt. Sydkorea tillhör de så kallade fyra tigrarna.

## Historia
Den koreanska halvöns historia har präglats av de omkringliggande ländernas maktanspråk. Under flera hundra år låg halvön under kinesiskt inflytande. 1910 ockuperade Japan hela halvön. Ockupationen upphörde först efter Japans kapitulation 1945.
Den nuvarande delningen av Korea härstammar från delningen mellan den amerikanska intressesfären och den sovjetiska efter slutet av andra världskriget. Landet uppnådde självständighet 1948, samtidigt som Nordkorea. Tanken med delningen var att båda delarna skulle förvaltas av USA respektive Sovjet under en viss period, för att sedan låta koreanerna ta över styret. Men detta skedde aldrig, på grund av motsättningar inom de båda ockupationsmakterna och inhemska nationalistiska och kommunistiska grupper ledde till att delningen blev permanent 1948. I samband med det blev de båda delarna självständiga:i norr bildades Nordkorea, och i söder Sydkorea. Rivaliteten mellan de båda staterna om vem som skulle styra halvön ledde snart fram till koreakriget, som påbörjades genom en nordkoreansk attack. Snart tog nordkoreanerna kontroll över huvudstaden Seoul. Sydkorea, som fick stöd av USA, gick in med en USA-ledd koalition på sexton stater, som dock formellt stod under Förenta nationerna. De lyckades inta Seoul igen genom en attack mot Incheon. Snart kontrollerade amerikanerna hela Sydkorea, för att sedan fortsätta in i Nordkorea. När de började närma sig den kinesiska gränsen genomförde Kina en attack som tryckte tillbaka amerikanerna. Förhandlingar pågick i närmare två år innan en vapenvila skrevs under i Panmunjom den 27 juli 1953. Då stilleståndslinjen drogs längs den 38:e breddgraden befästes så delningen. En fredsdeklaration skrevs under i Pyongyang den 4 oktober 2007, med målet att ersätta vapenstilleståndet med ett permanent fredsavtal.
Sydkorea hamnade, liksom Japan, under den amerikanska intressesfären och fick ett starkt ekonomiskt stöd av USA. Tiden efter kriget rådde det politisk oreda i landet, som också i mycket var en militärdiktatur till mitten av 1980-talet. En demokratiseringsprocess tog fart då och sedan 1987 har det hållits val i landet, som också sågs som en fullvärdig demokrati på 1990-talet. 1988 hölls olympiska sommarspelen i Sydkorea. 1996 blev landet medlem i OECD, vilket möjliggjorde snabbare ekonomisk utveckling. Sydkorea drabbades 1997–1998 hårt av Asienkrisen. 2002 hölls VM i fotboll i Japan och Sydkorea.
I december 2012 blev konservativa Park Geun-Hye, dotter till den forne diktatorn Park Chung-Hee, landets första kvinnliga president. I 2018 arresterades Park efter att hon avsatts i en korruptionshärva.
I april 2020 vann president Moon Jae-Ins styrande Demokratiska parti i Sydkoreas parlamentsval. Det vänster-liberala Demokratiska partiet fick absolut majoritet av parlamentets 300 platser.

## Geografi

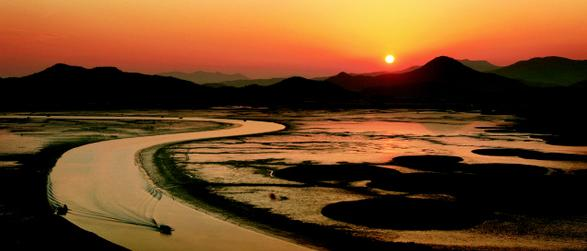
Suncheon Bay Ecological Park i Suncheon, Sydjeolla.

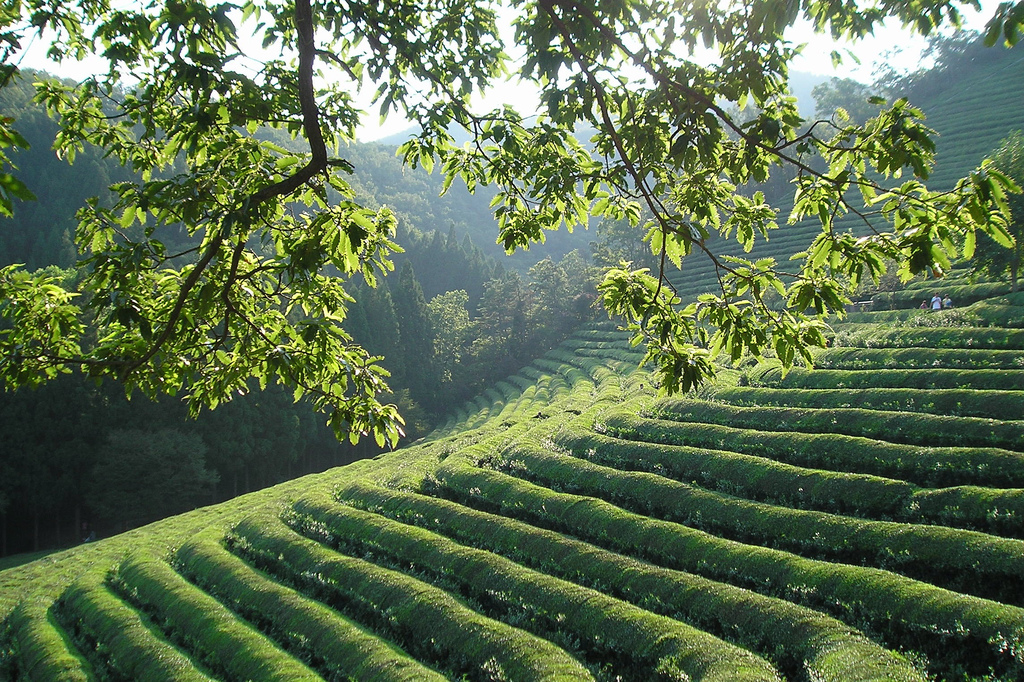
Teplantage i Boseong.

Sydkorea utgör den södra delen av den koreanska halvön (söder om 38:e breddgraden), där landet upptar 45 procent av halvöns yta. Landets yta är 100 210 km² och det omges av Japanska havet i öster, Koreasundet i söder och Gula havet i väster. Landet gränsar till Nordkorea i norr. 

### Topografi och hydrografi
Landets östra kust är hög och rak, medan den sydvästra kusten är starkt sönderskuren av vikar, uddar och öar. Fyra femtedelar av landets yta består av högland och berg. 
Landets högsta bergstopp är vulkanen Halla-san som är 1 950 meter hög. Berget ligger på ön Jeju, vilket också är landets största ö, belägen cirka 10 mil söder om fastlandet. Av Sydkoreas 3 500 öar är bara 600 bebodda. I bergen finns källorna till flera floder som rinner västerut, varav floderna Han, Nakdong och Geum är de mest betydelsefulla. De slingrar sig mellan bergskedjor i hela landet. Den största bergskedjan är Taebaekbergen, som löper längs den östra kusten. En annan stor bergskedja är Sobaekbergen. Ingen av kedjorna är särskilt hög.

### Klimat
I Sydkorea råder det inlandsklimat. Vintrarna är långa, kalla och torra och somrarna är fuktiga och varma. Under vintern kan temperaturerna bli låga, särskilt i inlandet, trots närheten till de omgivande haven. Många gånger når det under 0 °C med medföljande snö. Det faller mest snö i Taebaekbergen och minst längs sydkusten och Jeju. Kustområdena har generellt ett mildare klimat under vintrarna med några plusgrader och lite snö, vilket kan jämföras med Seouls genomsnittstemperatur på -5 °C under vintermånaderna. Temperaturen under sommaren är dock nästan likadan i hela landet då men något våtare då vinden ändrar riktning och varm och fuktig luft strömmar in från Stilla havet. Det är monsun i landet mellan juni och september. Då faller tre femtedelar av nederbörden i landet. Den största nederbörden faller i södra och västra delarna av landet, speciellt sydkusten och på Jeju. Daegu på östkusten är den torraste platsen. Genomsnittstemperaturen under somrarna är ungefär 25 °C. Ibland drabbas landet av tyfoner.

### Växt- och djurliv
Djurlivet liknar det som finns i norra Kina, det har dock tagit stor skada av att många djurs naturliga boplatser förstörts genom röjning. Det finns fortfarande gott om hjort och vildsvin men andra djur som björn, lodjur, tiger och leopard är nu sällsynta även i avlägsna bergsområden. Den stora sommarnederbörden skapar en varierad fauna.

### Naturskydd
Tidigare hade urbana områden som Seoul vissa problem med föroreningar. Man har dock börjat arbeta för att minska utsläppen. Sydkorea deltar i en rad internationella miljöorganisationer.

## Styre och politik

### Författning och styre
Sydkorea är en republik. Den 25 februari 2013 blev Park Geun-hye den första kvinnan på presidentposten, men hon avsattes den 10 mars 2017 och ersattes av Moon Jae-in. Mellan 2022 och 2025 var den konservative Yoon Suk-yeol president men han avsattes efter riksrätt till följd av den konstitutionella krisen i Sydkorea 2024.
Presidentval hålls vart femte år. Presidenten kan ej omväljas. Parlamentsval hålls vart fjärde år. Det senaste presidentvalet hölls 2022 och det senaste parlamentsvalet 2024. 
Premiärministern utses av presidenten med godkännande från nationalförsamlingen. Vice premiärministrar och övriga ministrar utses av presidenten efter premiärministerns rekommendation.

#### Nationalförsamlingen

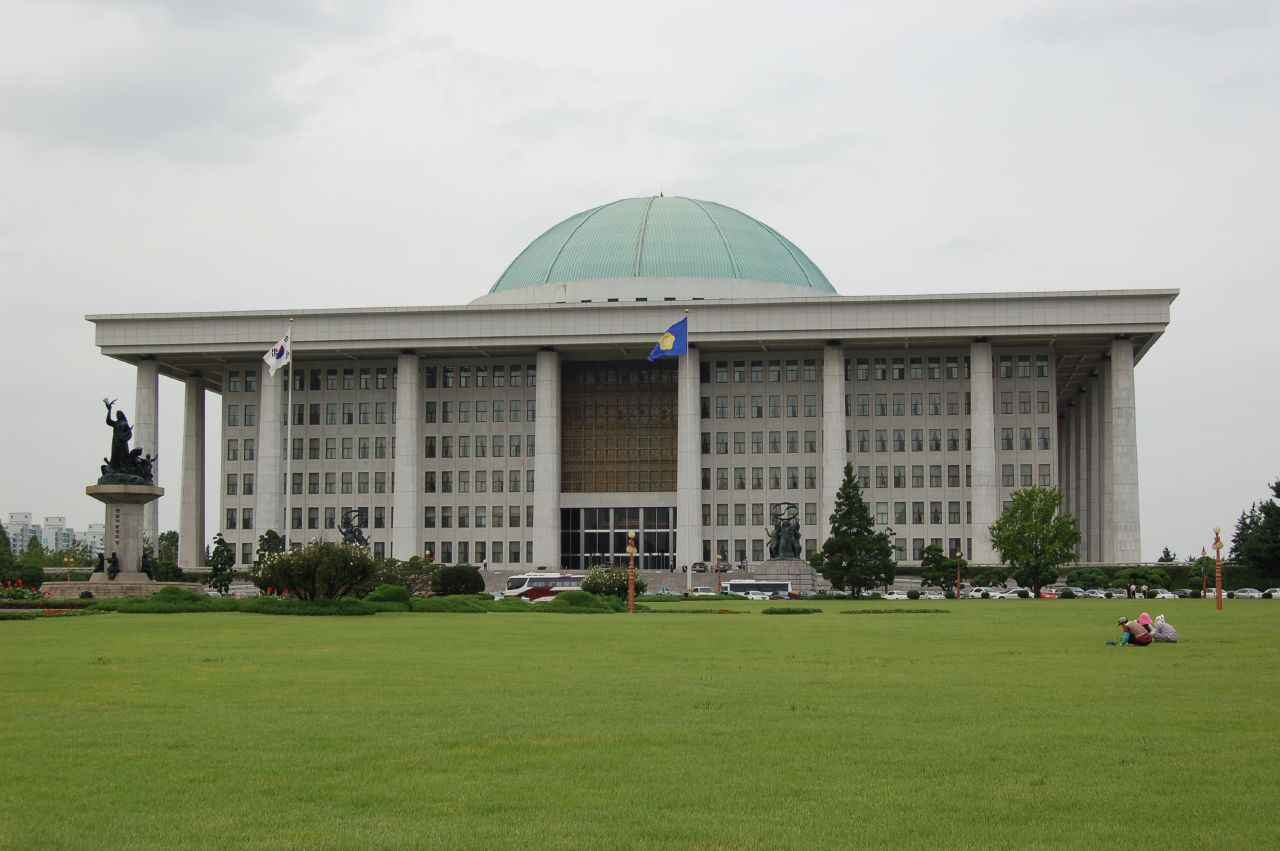
Nationalförsamlingen

Sydkoreas nationalförsamling kallas Kukhoe och har 299 platser. Dess medlemmar väljs över en fyraårsperiod - 243 i enmansvalkretsar och 56 efter proportionell representation. Senaste valet hölls 2024.

### Administrativ indelning
Sydkorea består av 1 "särskild stad" (teukbyeolsi; 특별시; 特別市), 6 städer (gwangyeoksi; 광역시; 廣域市), 8 provinser (do; 도; 道)  och 1 speciell autonom provins (teukbyeol jachido): 
1. Seoul Teukbyeolsi (서울특별시; 서울特別市)
2. Busan Gwangyeoksi (부산광역시; 釜山廣域市)
3. Daegu Gwangyeoksi (대구광역시; 大邱廣域市)

Provinser.

4. Incheon  Gwangyeoksi (인천광역시; 仁川廣域市)
5. Gwangju Gwangyeoksi (광주광역시; 光州廣域市)
6. Daejeon Gwangyeoksi (대전광역시; 大田廣域市)
7. Ulsan Gwangyeoksi (울산광역시; 蔚山廣域市)
8. Gyeonggi-do (경기도; 京畿道)
9. Gangwon-do (강원도; 江原道)
10. Norra Chungcheong (Chungcheongbuk-do; 충청북도; 忠淸北道)
11. Södra Chungcheong (Chungcheongnam-do; 충청남도; 忠淸南道)
12. Norra Jeolla (Jeollabuk-do; 전라북도; 全羅北道)
13. Södra Jeolla (Jeollanam-do; 전라남도; 全羅南道)
14. Norra Gyeongsang (Gyeongsangbuk-do; 경상북도; 慶尙北道)
15. Södra Gyeongsang (Gyeongsangnam-do; 경상남도; 慶尙南道)
16. Jeju teukbyeol jachido (제주특별자치도; 濟州特別自治道)

### Politik
I maj 1948 hölls allmänna val och högerkandidaterna vann; Syngman Rhee valdes till president och i augusti utropades Republiken Korea. Det blev många tvister mellan de två länderna efter självständigheten. Detta resulterade så småningom i Koreakriget. Nordkoreanska trupper gick in över gränsen mot syd och trängde in i Sydkorea. FN-styrkorna och de sydkoreanska soldaterna trängdes kraftigt söderut men nordkoreanerna drevs tillbaka norrut i en stor motoffensiv. Efter att Kina hade ingripit på den nordkoreanska sidan stabiliserades fronten längs den 38:e breddgraden. Striderna fortsatte fram till den 27 juli 1953 trots att fredsförhandlingar inleddes redan 1951. Något fredsavtal slöts aldrig men man enades efter påtryckningar från stormakterna och FN om ett vapenstilleståndsavtal och en demilitariserad zon längs gränsen.
USA gav stora ekonomiska bistånd för att bygga upp Sydkorea efter kriget men Syngman Rhees ställning försvagades och han tvingades avgå 1960 efter ett studentuppror. De nya ledarna formade andra sydkoreanska republiken men lyckades inte heller få ordning på landets ekonomiska och politiska problem. 1961 genomförde en grupp unga militärer en kupp, Majkuppen, under generalmajor Park Chung-hees ledning. De upplöste nationalförsamlingen och införde undantagslagar. 1963 tilläts politisk verksamhet igen.
Ett val utlystes och Park vann presidentvalet och han skapade under sina fyra första åren grunden för snabb industrialisering. Park vann även valet 1971 över Kim Dae Jung, som kandiderade för det Nya demokratiska partiet. Kim utsattes för flera mordförsök och 1973 kidnappades han i Tokyo av sydkoreanska säkerhetsagenter, som skulle sänka honom i havet, men hindrades av amerikanska agenter. Bedömare tror, att Kim var den riktiga vinnaren, och att resultaten blev manipulerade.
Park Chung-hee valdes som president för fjärde gången 1978 och ekonomin gick in i en mer problematisk fas. Satsningen på produktion för export ledde till brist på konsumtionsvaror och hög inflation. Park blev mördad 1979 av chefen för landets underrättelsetjänst. Premiärminister Choi Kyu Ha valdes till ny president, men valet i december följdes genast av en ny armékupp.
Efter många studentuppror 1980 infördes krigslagar, all politisk aktivitet förbjöds och ett trettiotal politiska ledare fängslades, bland annat Kim Dae Jung. Som en följd utbröt flera dagars blodiga sammanstötningar mellan demonstranter och polis i staden Kwangju. Omkring 200 människor påstås ha dödats. Kim Dae Jung dömdes till döden 1980 anklagad för att ligga bakom Kwangju-upproret. Men utländska påtryckningar ledde till att straffet omvandlades till livstids fängelse. Han släpptes fri efter något år och fick tillsammans med ett par andra politiska fångar rätt att verka politiskt igen. 1981 valdes Chun Doo-hwan till president och i presidentvalet 1987 vann DJP:s kandidat Roh Tae-woo. Kim Dae Jung ställde återigen upp.
Vid valet 1992 vann Kim Young-sam över oppositionsledaren Kim Dae Jung. Han var den förste presidenten utan militär bakgrund på tre årtionden. Flera höga officerare fick lämna sina poster och Kim Yong Sam startade en kampanj mot korruption. Flera ministrar och tusentals tjänstemän avskedades och greps. Även de tidigare presidenterna Chun och Roh ställdes inför rätta för korruption. Chun dömdes till döden och Roh fick livstidsfängelse.
Kim Dae Jung återvände till politiken med ett nytt parti, NCNP och vann valet 1998 efter att ha besegrat Kim Yong Sams efterträdare Lee Hoi Chang.

### Försvar
Sydkorea har en lång historia av invasioner av grannar och den ännu inte lösta konflikten med Nordkorea gör att Sydkorea spenderar 2,6% av BNP (Bruttonationalprodukt) och 15% av all statliga utgifter är militära', samt att det råder värnplikt. Av denna anledning räknas Sydkoreas armé till världens sjätte största baserat på aktiva trupper med 650 000 år 2011, samt världens näst största räknat i reservtrupper på 3 200 000 år 2011 och världens elfte största försvarsbudget. Räknar man samman dessa har man en armé på 3,7 miljoner i ett land med en befolkning på 50 miljoner och blir därigenom det land i världen med näst flest soldater per capita efter Nordkorea.
Militären är uppdelad i fyra delar Armén, flottan, flygvapen och marinkåren samt reserven. Majoriteten av dessa styrkor är placerade i närheten av den demilitariserade zonen. Alla män i Sydkorea måste enligt grundlagen göra sin värnplikt, den vanligaste längden är 21 månader. Koreaner med dubbla medborgarskap behövde inte göra värnplikt fram till 2011.
USA har en stor mängd trupper stationerad i Sydkorea sedan Koreakriget. Deras syfte är att försvara Sydkorea i en kris i Östasien. Det finns cirka 28 500 amerikaner placerade i Sydkorea för tillfället. De flesta av dessa gör ettårs kontrakt. Det är främst mark och luft trupper som tjänstgör i Eighth United States Army och Seventh Air Force, De finns utspridda över hela landet. Då Koreakriget tekniskt sett är bara i ett vapenstillestånd och inte fred gäller fortfarande FN-ordern om att stödja Sydkorea under en FN-armé, och sedan den 7 juli 1950 har alla trupper i Sydkorea letts av en amerikansk general. Så den högsta ansvarige i händelse av en militär kris är FN-staben som fortfarande leds av USA. Planer på att ge över kontrollen till Sydkorea inleddes i september 2006 och det beräknades att överförandet genomförs den 1 december 2015.[uppföljning saknas] Då USA har en stor närvaro i landet finns även en liten andel värnpliktiga (1 800 st) som tjänstgör med de amerikanska trupperna i KATUSA-programmet (Korean Augmentation To the United States Army).
Sydkorea har vid flera tillfällen sänt trupper ut i världen för att stödja amerikanska insatser. De har deltagit i de flesta större konflikter som USA har varit involverat i de senaste 50 åren. Under Vietnamkriget skickade Sydkorea 325 517 soldater till stöd för Sydvietnam med 50 000 samtidigt när de var som flest. Sydkorea skickade 3 300 trupper för återuppbyggnaden av Irak och var den tredje största styrkan efter USA och Storbritannien. I och med Kriget mot terrorismen (2001-)  skickade Sydkorea 24 000 soldater till Mellanöstern. Ytterligare 1 800 har sedan 2007 varit placerade i Libanon.[uppföljning saknas]

## Ekonomi och infrastruktur
Sydkorea är en marknadsekonomi, efter en ekonomisk förvandling är Sydkorea idag världens trettonde största ekonomi.
Valutan är sydkoreanska won och 100 won motsvarar ungefär 0,67 SEK. Vid koreakriget var Sydkorea en fattig jordbruksnation men genom en bred industrialisering och exportbaserad tillväxt, utvecklades landet. Sedan 1950-talet har privat företagsamhet styrts av femårsplaner. Exportproduktionen har ökat av lånepolitiken och det har lett till en snabb tillväxt av industrin. Tillverknings- och finanssektorn präglas av stora konglomerat med verksamheter inom många fält, som exempelvis Hyundai som exempelvis ägnar sig åt skeppsbyggnad, biltillverkning, hemelektronik och finanstjänster. Detta är ett system som har ställts på prov under asienkrisen och precis som i Japan börjat omprövas.
Landets arbetare organiseras huvudsakligen i två stora sammanslutningar av fackföreningar, Korean Confederation of Trade Unions och Federation of Korean Trade Unions. De senaste årens fackliga verksamhet har präglats av vilda och omfattande strejker, bland annat mot vad man anser vara regeringens nyliberala politik.

### Näringsliv

#### Jord- och skogsbruk, fiske
Bara 20 % av landets yta är odlingsbar. Ris är den vanligaste grödan, två tredjedelar av åkermarken är risfält. Det odlas även havre, bönor, potatis, grönsaker och frukt. Landet producerar silke, bomull och tobak för exportmarknaden. Skörden har ökat efter jordreformer och de flesta jordbruken är nu privatägda. Skogen har vårdats och återplanterats efter skövlingen i första delen av 1900-talet. Även om två tredjedelar av landets yta består av skog så importerar man nära 90 % av träråvarorna.
Fisket är viktigt i Sydkorea, både för hemmakonsumtionen och för export, men under senare år har betydelsen minskat. Fisket sysselsätter en halv procent av den arbetande befolkningen. Landet har en av världens största fiskeflottor för djuphavsfiske.

#### Energi och råvaror
Sydkorea är fattigt på mineraltillgångar och landets främsta mineraltillgång är stenkol. Kolet används till värme och som energikälla till bostäder och industri. Det finns även mindre tillgångar av bly, zink, kalksten, guld och volfram. Landet satsar mycket på kärnkraft för att minska beroendet av importerad olja. År 1999 fanns det 16 kärnkraftverk i Sydkorea och de täckte 43 % av landets elkonsumtion. Men fortfarande kommer den mesta elenergin från olje- eller koleldade kraftverk. Satsningar har gjorts för att öka användningen av naturgas och idag är landet den näst största importören av naturgas i världen.

#### Industri
Sydkorea har råvarubrist men stor arbetskraft, vilket har hjälpt fram den lätta konsumtionsvaruindustrin. Sydkorea har utvecklats till en av världens största textil- och högteknologiska producenter. Bilindustrin har också ökat kraftigt men tillverkarna har blivit mindre efter den ekonomiska krisen. Fortfarande är dock varvsindustrin stark, även om Kina numera upplevs som ett växande hot. Landet är också en av världens viktigaste stålproducenter. Den snabba industriella utvecklingen och brant stigande levnadsstandarden har lett till miljöproblem, bland annat på grund av luftföroreningar. 

### Handel
De viktigaste exportvarorna är elektronik, kemikalier, maskiner, metallvaror, bilar och textil. De viktigaste importvarorna är elektronik, råolja, maskiner, kemikalier och metaller. Sydkorea exporterar mer än vad de importerar.

### Infrastruktur

#### Utbildning
Sydkorea har en nioårig obligatorisk skolgång som bygger på det amerikanska skolsystemet. Vid sexårsåldern börjar eleverna skolan och fortsätter en sexårig grundskola som är avgiftsfri. Sedan fortsätter de två treårs-stadier. Den första är obligatorisk och där kan de välja mellan allmänna linjer och yrkeslinjer. Sedan kan de läsa vidare i ytterligare tre år om de vill. 2005 fanns det 170 universitet och högskolor. Omkring 97 % väljer att studera vidare och andelen är en av de största i Asien. Läskunnigheten hos vuxna är 98 % och har ökat med 20 procentenheter under de senaste 20 åren.
De flesta skolorna i Sydkorea har skoluniformer som baserar sig på det västerländska systemet med byxor åt pojkar och kjolar till flickor. Skolåret är uppdelat i två terminer, första terminen börjar i mars och slutar i mitten av juli. Andra terminen börjar i slutet av augusti och slutar i mitten av februari, men detta system är inte antaget av alla och lokala variationer förekommer.
Efter en storsatsning på fiberbredband till alla skolor introducerade Sydkorea 2013 digitala skolböcker gratis till alla skolor.

#### Sjukvård
Sydkorea har ett universellt sjukvårdssystem. Sydkoreanska sjukhus har bra medicinsk utrustning och lättillgängliga faciliteter, rankade 2015 som 4:e för MRI-enheter per capita och 6:e för skiktröntgen-skannrar per capita i OECD.

## Befolkning

### Demografi
Sedan 1949 har befolkningen mer än fördubblats men ökningen har dämpats sedan 1960-talet, vilket ger ökad press på kvinnor att arbeta, samt ett kvardröjande ansvar för att ta hand om sin egen familj inklusive den äldre generationen gör att många koreanska kvinnor väljer att inte skaffa barn. Medellivslängden för män i Sydkorea var 2014 77 år och för kvinnor 84 år.

#### Större städer
| Största städer i Sydkorea | Största städer i Sydkorea | Största städer i Sydkorea | Största städer i Sydkorea          | Största städer i Sydkorea | Största städer i Sydkorea | Största städer i Sydkorea | Största städer i Sydkorea          | Största städer i Sydkorea | Största städer i Sydkorea |
|                           | Rank                      |                           | Sydkoreas administrativa indelning | Befolkning                | Rank                      |                           | Sydkoreas administrativa indelning | Befolkning                |                           |
| ------------------------- | ------------------------- | ------------------------- | ---------------------------------- | ------------------------- | ------------------------- | ------------------------- | ---------------------------------- | ------------------------- | ------------------------- |
| Seoul Busan               | 1                         | Seoul                     | Seoul                              | 10 143 164                | 11                        | Seongnam                  | Gyeonggi                           | 980 004                   | Incheon Daegu             |
| Seoul Busan               | 2                         | Busan                     | Busan                              | 3 526 648                 | 12                        | Yongin                    | Gyeonggi                           | 942 425                   | Incheon Daegu             |
| Seoul Busan               | 3                         | Incheon                   | Incheon                            | 2 882 047                 | 13                        | Bucheon                   | Gyeonggi                           | 863 344                   | Incheon Daegu             |
| Seoul Busan               | 4                         | Daegu                     | Daegu                              | 2 501 823                 | 14                        | Ansan                     | Gyeonggi                           | 713 571                   | Incheon Daegu             |
| Seoul Busan               | 5                         | Daejeon                   | Daejeon                            | 1 533 497                 | 15                        | Cheongju                  | Norra Chungcheong                  | 673 330                   | Incheon Daegu             |
| Seoul Busan               | 6                         | Gwangju                   | Gwangju                            | 1 473 529                 | 16                        | Jeonju                    | Norra Jeolla                       | 650 676                   | Incheon Daegu             |
| Seoul Busan               | 7                         | Ulsan                     | Ulsan                              | 1 157 199                 | 17                        | Namyangju                 | Gyeonggi                           | 619 724                   | Incheon Daegu             |
| Seoul Busan               | 8                         | Suwon                     | Gyeonggi                           | 1 151 619                 | 18                        | Anyang                    | Gyeonggi                           | 607 354                   | Incheon Daegu             |
| Seoul Busan               | 9                         | Changwon                  | Södra Gyeongsang                   | 1 082 896                 | 19                        | Cheonan                   | Södra Chungcheong                  | 591 799                   | Incheon Daegu             |
| Seoul Busan               | 10                        | Goyang                    | Gyeonggi                           | 1 008 013                 | 20                        | Hwaseong                  | Gyeonggi                           | 530 567                   | Incheon Daegu             |

#### Urbanisering
Sydkorea har 50 miljoner invånare och är ett av världens mest tätbefolkade länder. Tre fjärdedelar av befolkningen bor i städerna och hälften bor i de sex största. Den unga generationen finns främst i städerna medan den äldre finns utanför städerna.

#### Minoriteter
Befolkningen är väldigt homogen, det finns bara ungefär en miljon utlänningar i landet. Den största minoritetsgruppen är kineser. Andra stora minoritetsgrupper är japaner och amerikaner.

### Religion
Det råder religionsfrihet i Sydkorea och olika religioner har haft ett stort historiskt inflytande i Sydkorea. Omkring hälften av befolkningen är idag ateister, den största religionen är kristendomen följt av buddhismen. Det finns också koreanska blandreligioner med inslag från buddhismen, konfucianismen och inhemsk schamanism. De har dock förlorat mark och utövas främst på landsbygden. Under 1900-talet ökade kristendomen kraftigt och 1980 utsågs buddhismen och kristendomen till landets officiella religioner.
29,2 procent av landets befolkning är kristen (därav 18,3 % protestanter och 10,9 % katoliker) och 22,8 procent är buddhister.

### Hälsa
Den förväntade livslängden har ökat stadigt och Sydkorea rankades som 11:e i världen för förväntad livslängd på 82,3 år av WHO år 2015.
Självmord är ett allvarligt och utbrett problem och Sydkorea har rankats dåligt i undersökningar om hur lyckliga människor är, trots att det är en höginkomststat. Även om landet har statligt finansierade psykiatriska hälsovårdstjänster, varav majoriteten är sjukhusanläggningar, är de till stor del underfinansierade och underutnyttjade.

## Kultur

### Konstarter
Efterkrigstidens populärkultur i Sydkorea är framför allt influerad av USA. 

#### Musik
Sydkoreansk pop-musik har blivit otroligt populär de senaste åren, den kallas K-pop. Stora pengar satsas på den och den har globaliserats avsevärt. K-pop-industrin består av ett flertal stora "entertainment"-bolag så som SM Entertainment, YG Entertainment, Cube Entertainment, JYP Entertainment, BigHit Entertainment m.m. De lanserar i sin tur olika musikgrupper. De består oftast av 5–10 medlemmar av ett och samma kön. Några av de största grupperna är BTS, Blackpink, Twice, EXO, Red Velvet, TXT, Stray Kids och NCT. Deras låtar är i stort sett på koreanska med inslag av engelska. Många av grupperna gör också låtar helt på japanska eller engelska för att de ska nå en större publik.

#### Dator- och TV-spel
Tävlingar i TV-spel och datorspel har blivit väldigt populärt i Sydkorea. Särskilt har datorspelet Starcraft nått en stor publik, och turneringar sänds regelbundet i några av landets TV-kanaler. 

### Traditioner

#### Kultursymboler

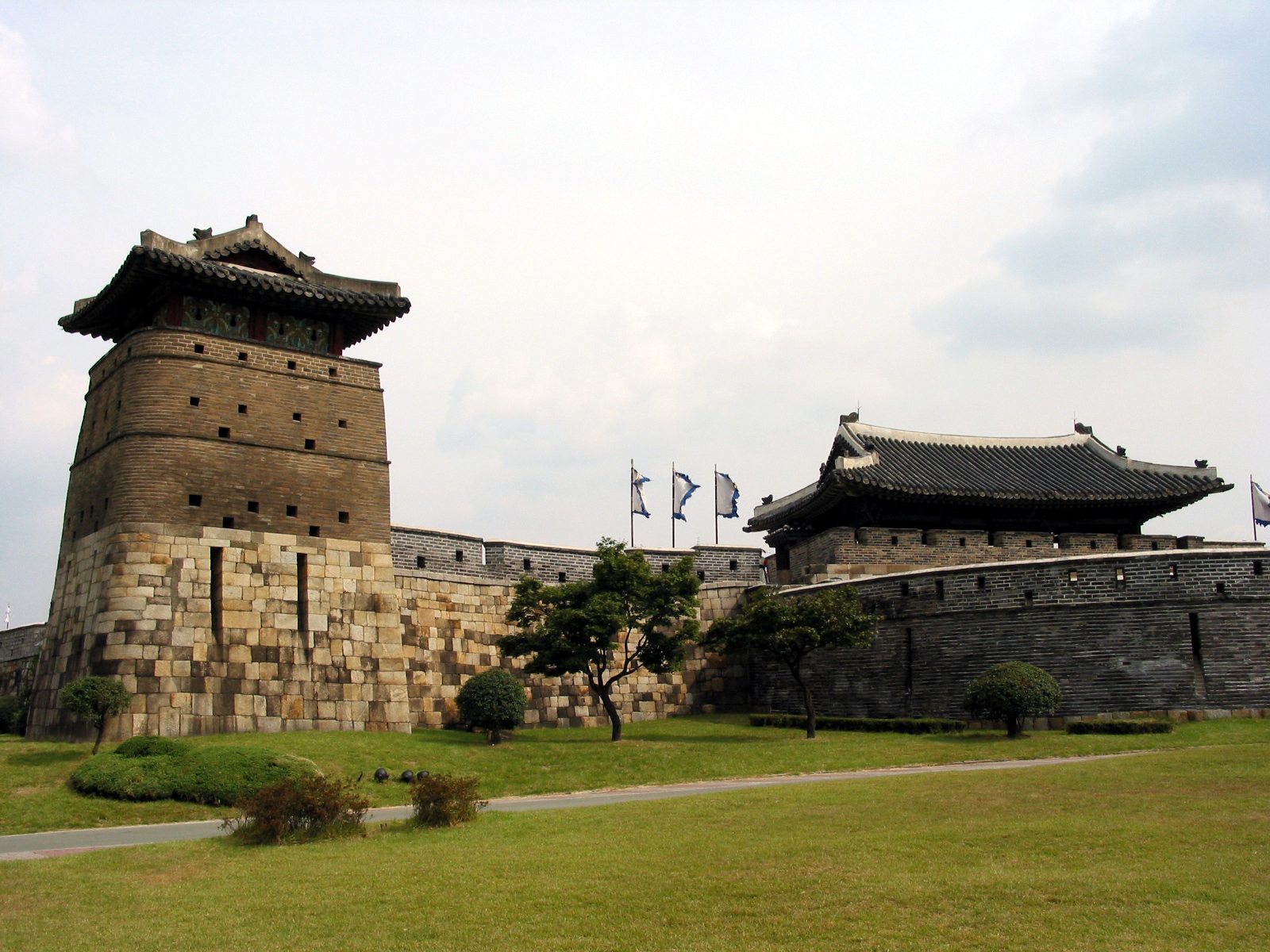
Hwasong-fästningen.

Dessa objekt har av Unesco klassats som världsarv
- 1995 –  Grottemplet i Seokguram och templet Bulguksa
- 1995 – Templet Haeinsa
- 1995 – Helgedomen Sjongmyo i Seoul
- 1997 – Palatset Changdeokgung
- 1997 – Fästningen Hwasong
- 2000 – Begravningsplatserna i Gosjang, Hwasun och Ganghwa
- 2000 – Historiska platser i Kyongju
- 2007 – Jejus Vulkan- och lavagrottor
- 2009 – Joseondynastins kungliga gravar i Seoul
- 2010 – Historiska byarna Hahoe och Yangdong i Norra Gyeongsang

(Årtalen anger när respektive plats blev världsarv.)

### Sport
En populär sport är fotboll, där Sydkorea tog en överraskande fjärdeplats vid VM 2002. Även kampsporter är mycket populära i landet. Exempel på kampsporter från Sydkorea är taekwondo, hapkido, kuksoolwon, kumdo och subak. 

## Internationella rankningar
| Organisation                                | Undersökning                   | Rankning  |
| ------------------------------------------- | ------------------------------ | --------- |
| Heritage Foundation/The Wall Street Journal | Index of Economic Freedom 2019 | 29 av 180 |
| Reportrar utan gränser                      | Pressfrihetsindex 2019         | 41 av 180 |
| Transparency International                  | Korruptionsindex 2018          | 45 av 180 |
| FN:s utvecklingsprogram                     | Human Development Index 2018   | 22 av 189 |